# Welt (Eiderstedt)
Welt település Németországban, Schleswig-Holstein tartományban. Lakosainak száma 190 fő (2023. december 31.).

## Népesség
A település népességének változása:
| Lakosok száma | 206  | 217  | 208  | 186  | 190  | 190  |
|               | 1975 | 2017 | 2019 | 2021 | 2022 | 2023 |